# دوبروفو (منطقة سيليفانوفسكي، مقاطعة فلاديمير)
دوبروفو (بالروسية: Дуброво)‏ هي منطقة ريفية ( سيلو) في مستوطنة نوفليانسكوي الريفية في منطقة سيليفانوفسكي في مقاطعة فلاديمير في روسيا. بلغ عدد السكان 95 اعتبارًا من عام 2010. ويوجد بها 4 شوارع. 

## جغرافية
تقع دوبروفو على نهر أوشنا على بعد حوالي 15 كم جنوب شرق كراسنايا جورباتكا (المركز الإداري للمنطقة). 